# 温瑞平原

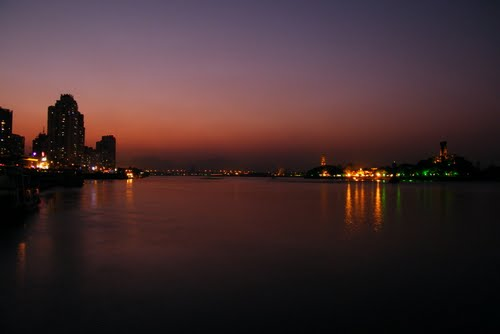
瓯江沿岸

温瑞平原是浙江省东南沿海瓯江和飞云江之间几块平原的总称。因境内有温州市和瑞安市而得名。包括三溪平原、海滨平原、状元平原、梧田平原、仙岩平原、莘塍平原等几片。土地总面积约543平方公里。平原中最重要的河流为温瑞塘河。温瑞平原是浙江省内人口和工业密集的地区，是温州市的人口居住和经济发展的核心区域。

## 水资源
温瑞平原水资源紧缺，是制约当地发展的一个因素。